# Deprecatio Gelasii
Als deprecatio Gelasii bezeichnet man in der Liturgiegeschichte eine altkirchliche Form der Kyrie-Litanei. 

## Entstehung
Diese Litanei ersetzte nach ostkirchlichem Vorbild wohl zunächst das allgemeine Kirchengebet zwischen Predigt und Gabenbereitung. Bald änderte sich der Ort dieses Gebets und wanderte zur Oration am Ende des Eröffnungsteils der Messe. In weiteren Stufen der Entwicklung entfielen die eingeschobenen Bitten, da man sie als Dopplung der Bitten des Kanons empfand. Übrig blieb letztlich ein wiederholter Kyrie-Ruf. Die Zuschreibung der Maßnahme an Papst Gelasius I. gilt als gesichert.